# Waitetola huttoni
Waitetola huttoni là một chi đơn loài nhện trong họ Amaurobiidae. Chúng được miêu tả năm 1973 bởi Raymond Robert Forster & Wilton, và chỉ được tìm thấy ở New Zealand.